# Luis Roberto Guzmán
Luis Roberto Guzmán (San Juan, 9 de abril de 1973) es un actor y cantante puertorriqueño.

## Inicios
En sus inicios intentó ingresar al grupo musical Menudo, pero no pudo lograrlo, en algún momento estableció amistad con exintegrantes del mismo. Posteriormente ingresó a la Universidad de Puerto Rico en Río Piedras, después de completar sus estudios en el Departamento de Drama de la misma, se mudó a México en 1999, en búsqueda de alcanzar una carrera de actor de telenovelas, continuando su preparación académica estudiando con Patricia Reyes Spíndola y en el Centro Estudios Artísticos de Televisa (CEA).

## Carrera actoral
En México, Guzmán recibió un contrato con Televisa, expresando que el rol más importante de su carrera hasta el momento ha sido el de El Pantera que encarna en la serie de televisión del mismo nombre, la misma dio inicio en 2007 y en 2009 llegó por su tercera temporada la cual tuvo su cuarta temporada en 2011.
Ha participado en diferentes producciones cinematográficas como "Ladie's Night" por la que fue nominado al premio "Diosa de plata" que otorga los Periodistas Cinematográficos de México A.C. (Pecime) en la categoría Revelación masculina.

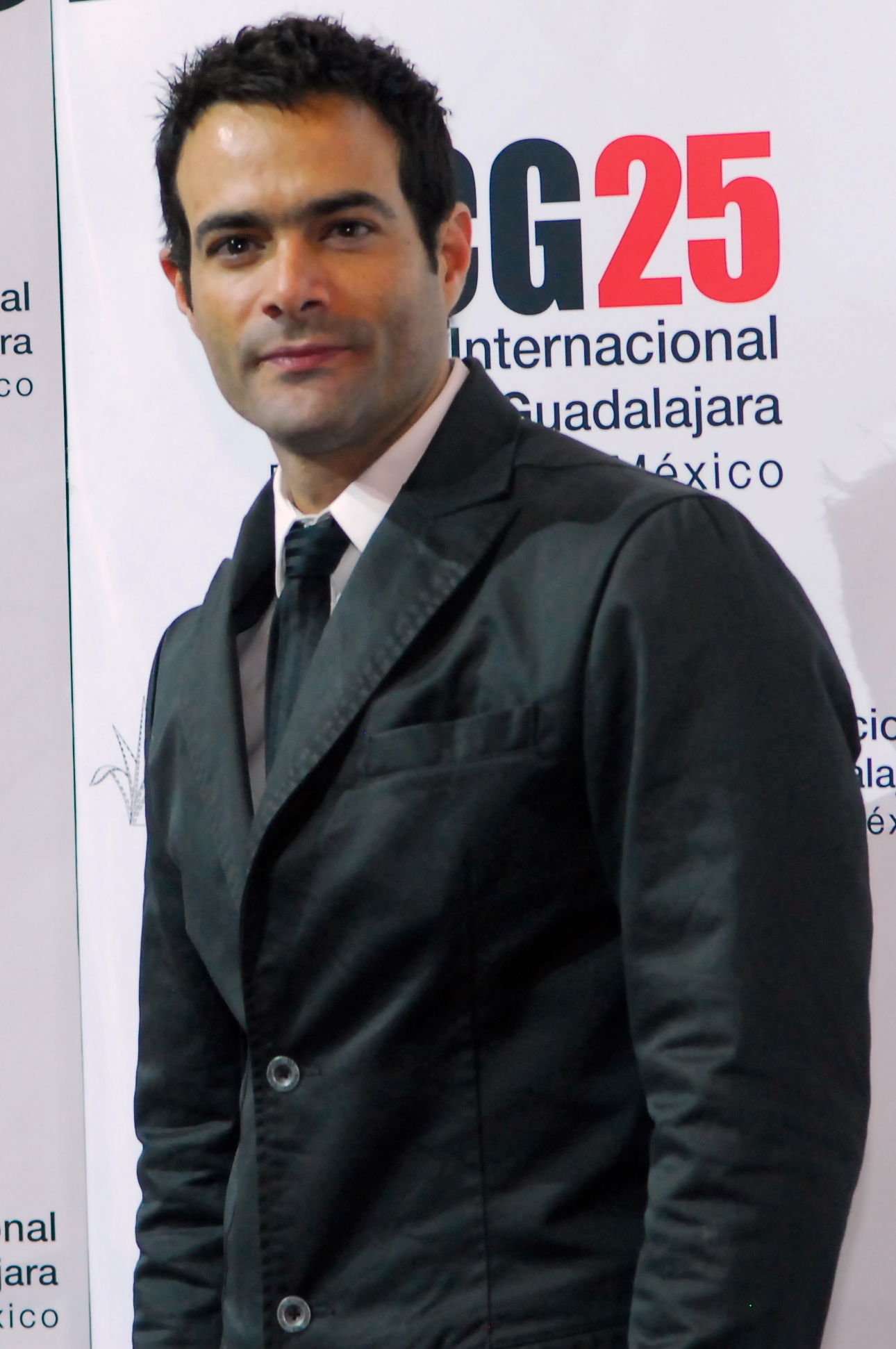
Luis Roberto Guzmán

En el año 2008 encarnó al dios romano Baco en la película cinematográfica Divina confusión de Salvador Garcini.
También participó en la película de coproducción mexicana-colombiana Amar a morir que se estrenó el 9 de abril de 2009 en México.
En teatro debutó en 2002 en la puesta 23 centímetros, donde interpreta el papel de un sexoservidor quien trabaja en un negocio manejado por su esposa.
En el año 2004 trabajó en el musical Cabaret, el cual alternó con su trabajo en la telenovela Alborada.
En el campo de las telenovelas su carrera comenzó en "Cuando comienza el amor", le siguió en 2000 "Siempre te amaré" , en 2001 vinieron "Amigas y rivales" y "Sin pecado concebido", para 2002 trabajó en "Entre el amor y el odio".
El 2003 le permitió coprotagonizar "Alegrijes y Rebujos"
En los Reality Show participó en el 2006 en Bailando por un sueño apoyando a Argelia González siendo eliminados en el tercer programa.
Aparece en dos vídeos musicales de Alejandro Fernández llamados “Estuve” y “Se me va la voz”.
En noviembre de 2009 inició la filmación de la película La otra familia donde interpreta a "Chema", la cual se estrenó en 2011.
Para 2010 estrenó la película Sin ella en la que interpreta a Gastón.
En abril de 2011 salió al aire la teleserie Mentes en Shock la cual estelariza para el canal Fox.
En 2012 protagoniza dos diferentes series de televisión, siendo ellas Infames producida por Argos y La promesa producida en Colombia. En octubre fue la portada de la revista Men´s Health.
En 2013 estelariza la telenovela Lo que la vida me robó, la cual marca su retorno a este género, siendo producida por Angelli Nesma y con Angelique Boyer.

## Carrera musical
Luis Roberto Guzmán lanzó al mercado su primer trabajo llamado Bipolar en 2008 en México, lanzado en 2009 en los Estados Unidos de América y Puerto Rico.

## Trayectoria
- Tierra de esperanza (2023) .... Marco Rivas[23]
- Cobra Kai (2022) .... Héctor Salazar[24]
- ¿Quién mató a Sara? (2021) .... Abogado Lorenzo Rossi[25]
- La mexicana y el güero (2020-2021) .... René Fajardo[26]
- María Magdalena (2018-2019) .... General Cayo Valerio[27]
- Narcos (2018) ... Alberto Sicilia Falcón[28]
- Ingobernable (2017-2018) .... Pete Vázquez[29]
- La viuda negra (2016).... Ángel Escudero[30]
- Lo que la vida me robó (2013-2014) .... José Luis Álvarez / Antonio Olivares
- La promesa (2012) .... Juan Lucas Esguerra[31]
- Infames (2012) .... Porfirio Cisneros[32]
- Mentes en Shock (2011) .... Román Moro[33]
- El Pantera (2007 - 2009) .... Gervasio Robles, el Pantera
- Alborada (2005-2006) .... Diego de Guevara
- Alegrijes y Rebujos (2003) .... Bruno Reyes
- Entre el amor y el odio (2002) .... Gabriel Moreno
- Sin pecado concebido (2001) .... Álvaro
- Amigas y rivales (2001) .... Frank
- Siempre te amaré (2000) .... Alfredo

### Realities
- Cantando por un sueño (2006)

## Cine
- La otra familia (2011) como José María "Chema" Fernández[34]
- Sin ella (2010) como Gastón[35]
- Divina confusión (2009) como Baco dios del vino
- Amar a morir (2009) como Luis Ro[36]
- Ladies' Night (2003) como Roco[37]

## Teatro
- Por la punta de la nariz (2025)...Psiquiatra[38]
- La gata sobre el tejado caliente (2016)[39][40]
- Extraños en un tren (2013) .... Bruno[41]
- Cabaret (2004)[42]
- 23 centímetros[43]

## Premios y nominaciones

### Premios TVyNovelas
| Año  | Categoría              | Telenovela              | Resultado |
| ---- | ---------------------- | ----------------------- | --------- |
| 2015 | Mejor actor coestelar  | Lo que la vida me robó  | Ganador   |
| 2006 | Mejor actor antagónico | Alborada                | Nominado  |
| 2002 | Mejor actor coestelar  | Entre el amor y el odio | Nominado  |

### TV Adicto Golden Awards
| Año  | Categoría     | Telenovela | Resultado |
| ---- | ------------- | ---------- | --------- |
| 2012 | Mejor villano | Infames    | Ganador   |

## Presea Luminaria de oro 2014
- Reconocimiento por desempeño.[46]